# CanalOne
CanalOne è stata un'emittente televisiva italiana semigeneralista edita da Switchover Media.

## Storia
Le trasmissioni del canale incominciarono il 1º luglio 2011 sul digitale terrestre, all'interno del multiplex TIMB 1. Trasmetteva in 4:3, con risoluzione 576i.
La rete apparteneva a Switchover Media e il palinsesto avrebbe dovuto essere caratterizzato da anime, cartoni animati, telefilm, wrestling. Il lancio effettivo della rete con la programmazione prevista però è stato lungamente posticipato, e per quasi un anno il palinsesto è stato costituito da un numero limitato di telefilm e game show trasmessi a ciclo continuo. L'informazione era gestita da CNR News.
Il 7 maggio 2012 sono definitivamente cessate le trasmissioni di CanalOne, che è stato sostituito da Giallo.

## Palinsesto

### Show
- Wipeout
- Total Wipeout

### Sport
- TNA Impact!

### Serie tv
- i Jefferson
- il mio amico Arnold
- i Robinson
- Febbre d'amore

### Cartoni animati
- Ultimate Muscle
- L'Uomo Ragno e i suoi fantastici amici
- 5 gemelli diversi
- Scodinzola la vita e abbaia l'avventura con Oliver
- Walter Melon
- Chi la fa l'aspetti
- MegaMan NT Warrior
- Beetleborgs
- VR Troopers